# Statele Lunii
Statele Lunii  (în franceză L’Autre monde ou les états et empires de la Lune, cu traducerea ad-litteram Lumea de dincolo sau statele și imperiile Lunii) a fost primul dintre cele trei romane satirice scrise de Cyrano de Bergerac. Romanul a fost publicat postum în 1657 și, împreună cu lucrarea însoțitoare Istoria comică a statelor și imperiilor din Soare (sau Statele Soarelui), este considerată una dintre cele mai vechi lucrări științifico-fantastice publicate. Arthur C. Clarke a considerat că în această carte a apărut prima descriere a zborului spațial cu ajutorul rachetei și cu inventarea statoreactorului.

## Rezumat
Cartea este povestită la persoana I de un personaj numit, de asemenea, Cyrano.
Cyrano încearcă să ajungă pe Lună pentru a dovedi că există o civilizație care consideră Pământul ca pe propria sa lună. El se lansează în cer de la Paris prin intermediul unor sticle de rouă prinse pe corp, dar aterizează înapoi pe Pământ. Crezând că a călătorit drept în sus și apoi în jos pe Lună, el este derutat de soldații din zonă care îi spun că nu se mai află în Franța; aceștia îl escortează la guvernatorul provincial care îl informează că se află de fapt în Noua Franță. Naratorul îi explică guvernatorului că toată materia se formează în interior și este expulzată din stele și că, odată ce Soarele va rămâne fără combustibil, va consuma planetele și se va relua ciclul. El folosește Noua Franță ca dovadă pentru această teorie, susținând că a fost descoperită doar recent de exploratorii europeni, deoarece Soarele a trimis-o abia recent pe Pământ.
Naratorul încearcă din nou să ajungă pe Lună, de data aceasta cu o mașină zburătoare pe care o lansează de pe marginea unei stânci. Deși nava se prăbușește, soldații din zonă îi montează rachete, în speranța că va zbura pentru a sărbători ziua Sfântului Ioan Botezătorul. Consternat de această utilizare a mașinii sale, naratorul încearcă să o demonteze în timp ce siguranța este aprinsă, dar mașina decolează și îl trimite în spațiu. El îi întâlnește pe locuitorii Lunii, care au patru picioare, voci muzicale și arme fantastice care gătesc vânatul pentru a fi mâncat în timp ce este împușcat. El întâlnește, de asemenea, fantoma lui Socrate, dar și a lui Domingo Gonsales din cartea lui Francis Godwin, The Man in the Moone. Discuțiile sale cu Gonsales includ faptul că Dumnezeu este inutil ca [un] concept, că oamenii nu pot atinge nemurirea și că nu au suflet. După aceste discuții, naratorul se întoarce pe Pământ.

## Impact
Inspirat de lucrarea proto-științifico-fantastică a lui Lucian, Istoria adevărată, Statele Lunii a continuat să influențeze multe alte lucrări considerate ca fiind științifico-fantastice timpurii, inclusiv romanul lui Jonathan Swift Călătoriile lui Gulliver, care este, de asemenea, un exemplu de călătorii fantastice de explorare atât a comentariului social contemporan, cât și unele idei ale științei necunoscute și „moderne”.
Seria franceză de benzi desenate De cape et de crocs⁠(d), creată de scriitorul Alain Ayroles⁠(d) și artistul Jean-Luc Masbou⁠(d), se inspiră din Statele Lunii și face frecvent referiri la lucrare și la autorul acesteia.